# キミに出会えてよかった
「キミに出会えてよかった」（キミにであえてよかった）は、Metisの7枚目のシングル。2010年2月3日発売。

## 収録曲
1. キミに出会えてよかった
  - 作詞・作曲：Metis／編曲：小高光太郎
  - 日本赤十字社「LOVE in Action」キャンペーン・ソング
  - 広島ホームテレビ『恋すぽ』エンディングテーマ
2. 手を空にかざせば   
  - 作詞・作曲：Metis／編曲：小高光太郎
3. キミに出会えてよかった (Inst.)
4. 手を空にかざせば (Inst.)